# Drymaria glaberrima
Drymaria glaberrima är en nejlikväxtart som beskrevs av Friedrich Gottlieb Bartling. Drymaria glaberrima ingår i släktet Drymaria och familjen nejlikväxter. Inga underarter finns listade i Catalogue of Life.